# Проблемы идеализма (сборник)
Пробле́мы идеали́зма — сборник статей двенадцати русских философов начала XX века. Издан в мае 1902 года Московским психологическим обществом тиражом 3000 экземпляров.

## Содержание
Та основная проблема, которая в наше время приводит к возрождению идеалистической философии, есть прежде всего проблема моральная, и соответственно с этим нам представлялось важным обратить особенное внимание на выяснение вопросов этических, допуская и здесь возможно большую широту взглядов. 
П. И. Новгородцев (Из предисловия к сборнику).
- С. Н. Булгаков. Основные проблемы теории прогресса.
- Е. Н. Трубецкой. К характеристике учения Маркса и Энгельса о значении идей в истории.
- П. Б. Струве. К характеристике нашего философского развития.
- Н. А. Бердяев. Этическая проблема в свете философского идеализма.
- С. Л. Франк. Ницше и этика «любви к дальнему».
- С. Аскольдов. Философия и жизнь.
- С. Н. Трубецкой. Чему учит история философии.
- П. И. Новгородцев. Нравственный идеализм в философии права (К вопросу о возрождении естественного права).
- Б. А. Кистяковский. «Русская социологическая школа» и категория возможности при решении социально-этических проблем.
- А. Лаппо-Данилевский. Основные принципы социологической доктрины О. Конта.
- С. Ф. Ольденбург. Ренан как поборник свободы мысли.
- Д. Е. Жуковский. К вопросу о моральном творчестве.